# Paolo Cimini
Paolo Cimini (Rome, 30 maart 1964) is een Italiaans voormalig wielrenner. In 1987 won hij een etappe in de Giro d'Italia.

## Belangrijkste overwinningen
1987
15e etappe Ronde van Italië
1988
Trofeo Laigueglia
1990
Philadelphia Cycling Classic

## Resultaten in voornaamste wedstrijden
| Jaar | Milaan-San Remo |
| ---- | --------------- |
| 1987 | 54e             |
| 1988 | 13e             |
| 1989 | 83e             |